# Phymaturus curivilcun
Phymaturus curivilcun — вид ігуаноподібних ящірок родини Liolaemidae. Ендемік Аргентини. Описаний у 2016 році.

## Поширення і екологія
Phymaturus curivilcun відомі з типової місцевості, розташованої в районі Парахе-ель-Мірадор в департаменті Кусамен у провінції Чубут, на висоті 1100 м над рівнем моря. Вони живуть серед скель. Живляться рослинністю, є живородними.